# 발렌제
발렌 호수(발렌제) 또는 발렌슈타트 호수라고도 알려진 발렌제는 스위스에서 가장 큰 호수 중 하나로, 면적의 약 2/3가 장크트갈렌주에 있고 약 1/3이 글라루스주에 있다. 호수의 다른 마을과 마을에는 베젠, 퀸텐, 콰르텐 및 무르크가 있다.
호수로 이어지는 세 개의 주요 강은 제츠강, 무르크바흐 및 린트강이다. 마지막 코스는 발렌제에서 취리히 호수까지 계속된다. 호수의 동쪽 끝에 있는 시니트라우힌젤(Schnittlauchinsel)은 발렌제의 유일한 섬이다.
쿠어피르텐 산맥은 419m의 호수 높이에서 해발 2,306m까지 북쪽으로 가파르게 올라간다. 남쪽에서는 뮈르첸슈토크 대산괴가 호수를 내려다보고 있으며, 최고봉은 해발 2,441m이다. 호수 배수 분지의 가장 높은 지점은 퇴디(Tödi, 3,614m)이다.
호수는 헝가리 낭만주의 작곡가 리스트 페렌츠가 작곡한 〈순례의 해〉 피아노 독주곡에 영감을 주었다. 이 작품은 1830년대 스위스 여행에서 영감을 받은 피아노 솔로 작품 모음집의 일부이다.

## 갤러리

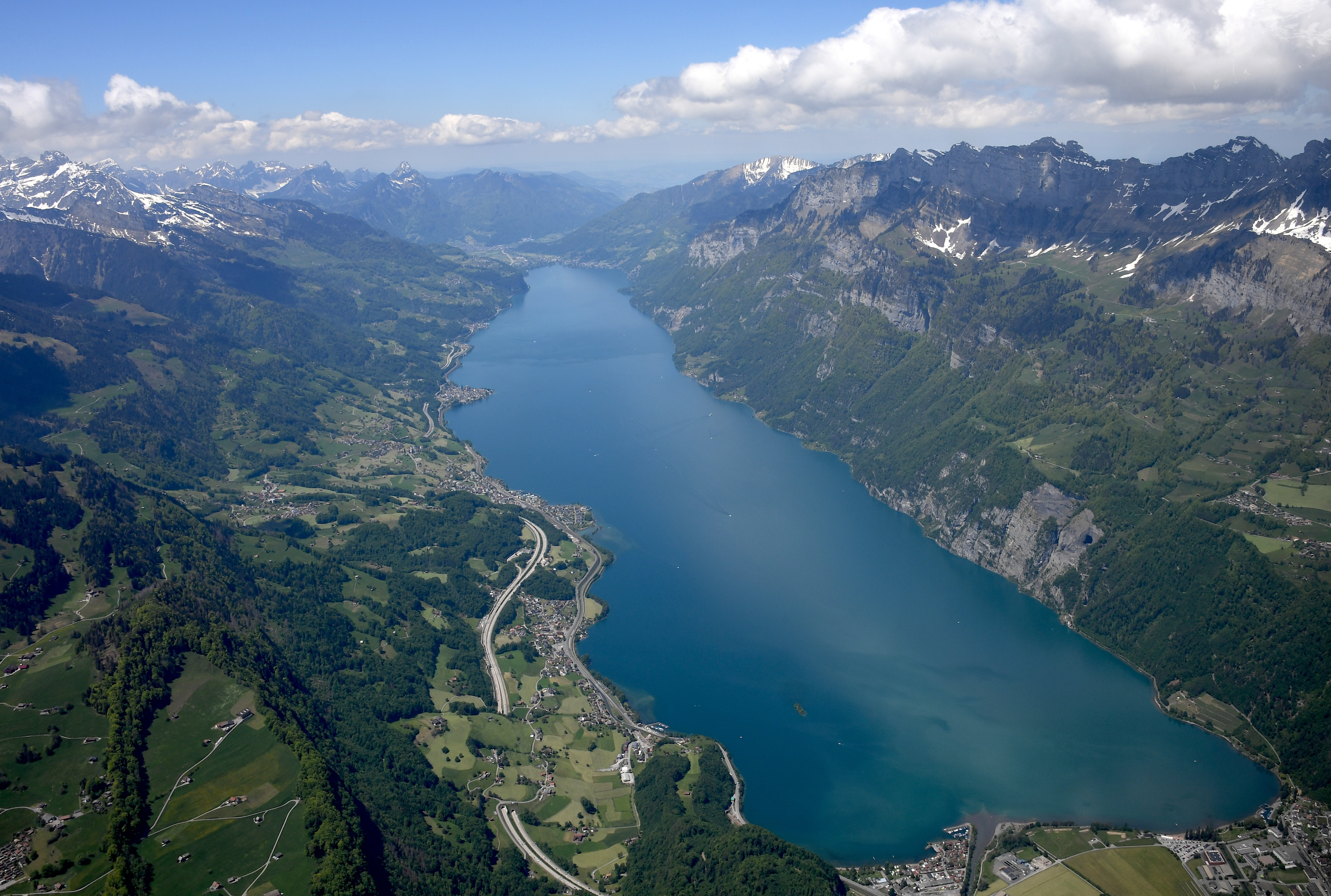
발렌제의 공중 사진
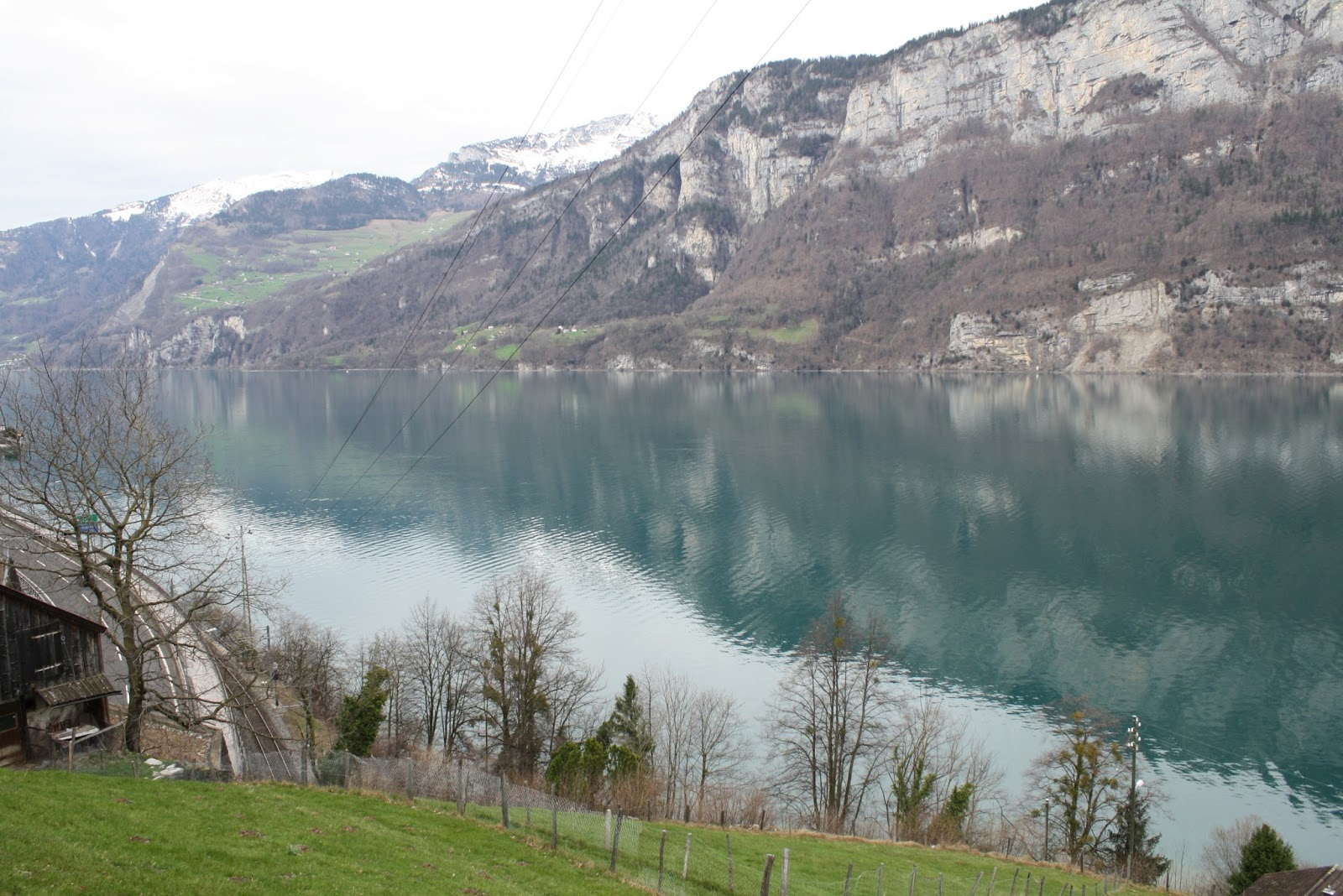
서쪽 암덴 쪽으로 본 풍경